# Agh István
Sepsiszentkirályi Agh István (Sepsiszentkirály, 1709. – Kolozsvár, 1786. január 22.) unitárius lelkész, erdélyi magyar unitárius püspök 1758-tól haláláig.

## Élete
Nemes szülőktől származott; édesapja Atyja Agh Mihály birtokos, anyja bikfalvi Szabó volt. Mindhárom lánytestvére unitárius paphoz ment feleségül. Alsóbb iskoláit szülőhelyén végezte, aztán Kolozsvárott az unitáriusok főiskolájában tanult. 1734-ben külföldi akadémiára küldték közköltségen; három évig volt az amszterdami, hallei, leideni és rotterdami egyetemen, és 1737-ben tért vissza. 1738-tól kezdve évek során át a kolozsvári unitárius kollégiumban fizikát, geometriát, logikát, metafizikát, héber és görög nyelvet és teológiát tanított. Az általa előadott tantárgyakhoz tankönyveket írt, amelyek kéziratban fennmaradtak, és több nemzedéken át használatban voltak. Teológiai munkássága az ótestamentumi istenfogalom hívének és a 18. századi deizmus követőjének mutatja, de karteziánus hatás is érződik rajta. 
1754-ben az unitárius egyház közjegyzője lett, 1758-ban Szentábrahámi Lombard Mihály március 3-án bekövetkezett halála után a május 21-i kissárosi zsinat püspökké választotta. Püspökként – az egyházi főtanáccsal együtt – kénytelen volt eltűrni, hogy a világi hatalom olyan kérdésekben határozott, amelyekben korábban az egyházi kánon rendelkezett. Orvoslás végett II. József elé terjesztette az egyház sérelmeit, és egyes pontok tekintetében eredményeket ért el; engedélyt szerzett a Szentábrahámi Mihály által írt két kötetes unitárius hittan kinyomtatására. Az ő püspöksége idején, 1784-ben olvadtak be az erdélyi lengyel unitárius közösségek a magyar egyházba.
Háromszor nősült, első felesége Szentábrahámi Zsuzsanna, a második Szentkirályi Anna, a harmadik Almási Zsuzsa volt, tőlük összesen négy gyermeke született.

## Munkái
- Institutiones Metaphysicae
- Institutiones Physicae
- Conpendium Phisicae usum Auditorum incipientum (1764)
- Institutio geographica
- Notae  quaedam in Logicam (1740)
- Grammatica Hebraica
- Loca Veteris Foederis, ex quibus ... Trinitatis Dogma probari solet (1746)
- Loca Novis Foederis eplicata
- Notae in Theologiam Szent-Abrahanianam, vel: Notae in Systhema Universae Theologiae Christianae
- Commentarius in Epistolam ad Romanes caeteras Paulinas. Inchoavit. (1858)
- Ünnepi, vasárnapi és halotti prédikációk, magyarul és latinul
- Halotti szónoklatok - Orationes
- Historia Regis Borusciorum, Friderici II-di, franciából latinra fordítva 1764.  júliusban
- Theologia Christiana I.-V.